# Attori Associati
Gli Associati, inizialmente “Attori Associati”, è stata una compagnia teatrale italiana attiva negli anni Sessanta e Settanta del XX secolo, caratterizzata dall'impegno civile di molti allestimenti, e dallo stile originale delle regie e delle interpretazioni, « molto attenta al teatro di ricerca e di denuncia sociale. »
Fu la prima in Italia a proporre il genere definito teatro-cronaca.

## Gli inizi
La compagnia “Attori Associati” venne fondata a Roma nel 1960 da Ivo Garrani, Enrico Maria Salerno e Giancarlo Sbragia, « che hanno finanziato l'impresa », con il proposito « di dare esclusivamente copioni italiani di autori giovani » e il desiderio di « tracciare una nuova strada in campo teatrale, 'anticonformista'. »
I primi tre lavori annunciati furono: Sacco e Vanzetti, di Roli e Vincenzoni, Un morto fa sempre comodo di Duccio Tessari, e Quarta era di Sbragia e Gian Domenico Giagni, così descritti dalla stampa: « questi “esperimenti” sono il risultato di cinque mesi di lavoro e attento studio. »
In un primo momento il nome della compagnia indicato alla stampa dagli stessi fondatori, in occasione di Sacco e Vanzetti, era stato Artisti Associati: poi effettivamente, in testa ai manifesti di quel loro primo spettacolo, apparve Attori Associati; e in fondo, a caratteri cubitali Organizzazione: Ivo Garrani Enrico Maria Salerno Giancarlo Sbragia, a rimarcare il ruolo anche imprenditoriale dei tre artisti.
L'esordio è foriero di premi: agli autori, che vinsero una “Pleiade d'oro 1961” e un premio I.D.I.; al regista, cui andarono le 500.000 lire di un altro I.D.I., per la regia di una novità italiana; e a Salerno, che vinse il “San Genesio” per la miglior interpretazione maschile della stagione, nei panni del procuratore Katzmann.
Il secondo spettacolo prodotto non fu in realtà quello di Tessari, ma Quarta era, sulla costruzione della prima bomba atomica a Los Alamos; chiuse poi la stagione tradizionale, nel maggio 1961, Il capitano d'industria di Brunello Rondi, allestimento condizionato dalla defezione di Salerno per motivi di salute: infatti l'attore, che doveva esserne protagonista e regista, abbandonò le prove al teatro “Valle” e fu ricoverato in una clinica romana non avendo « retto alla forte tensione dell'impegnativo lavoro al quale si apprestava ». complici anche « gli ultimi mesi, con le ininterrotte rappresentazioni delle due commedie messe in scena dalla compagnia Attori Associati. »
Fu sostituito in entrambi i ruoli da Sbragia, il quale però decise che per la regia in cartellone sarebbe rimasto il nome di Salerno, « avendo lasciato tutto come era stato ideato dal suo amico e compagno d'arte. »
Un'ulteriore fatica della compagnia, nell'estate di quel primo anno, fu Il Re, novità in tre atti di Giorgio Prosperi, allestita nei giardini del Palazzo Reale di Torino, proposta dall'Ente Manifestazioni Torinesi, per il centenario dell'Unità d'Italia.
Nella stagione successiva, 1961-1962, venne ripreso Sacco e Vanzetti, con alcuni cambi (Cucciolla al posto di Volontè nel ruolo di Sacco, e Sbragia in sostituzione di Salerno nella parte del procuratore); poi era intenzione di Giancarlo Sbragia un testo di Brecht fra Madre Coraggio, Galileo e Il cerchio di gesso del Caucaso. Perciò nel gennaio 1962 si rivolse a Paolo Grassi, direttore del Piccolo Teatro di Milano, credendolo « esclusivo titolare dei diritti per l’Italia » del drammaturgo tedesco; Grassi da un lato gli rispose di non essere il detentore dei diritti ma per così dire « una specie di tutore morale delle opere di Brecht », e dall'altro si affrettò a scrivere in Germania, all'editore, per dire che, pur stimando la compagnia “Attori Associati”, non riteneva avesse « la preparazione estetica sufficiente e i mezzi economici sufficienti per realizzare bene un Brecht. » Inoltre scrisse che Strehler aveva intenzione di allestirne due su tre, quindi se proprio dovevano concedere qualcosa, essendo la casa editrice libera di farlo, rimaneva Madre Coraggio, ma ribadiva che secondo lui la Compagnia degli Associati non poteva « produrre una distribuzione di attori sufficienti, fra cui una protagonista all’altezza del ruolo». Sta di fatto che la ditta Garrani-Salerno-Sbragia non ebbe alcuna concessione.
Poi la formula societaria degli attori-impresari venne abbandonata, anche se i fondatori continuarono a lavorare molto insieme, specie in coppia (Garrani-Sbragia e Salerno-Sbragia) sia in teatro sia, soprattutto, alla radio-televisione.

## Il secondo periodo
Nel 1969 la compagnia si ricostituì in forma cooperativa («organismo di produzione teatrale») con il nome Gli Associati, per iniziativa di due dei membri originari, Garrani e Sbragia, affiancati da altri attori, ma anche altre figure professionali del mondo teatrale: alla rifondazione infatti presero parte Sergio Fantoni e Valentina Fortunato, il regista Virginio Puecher, lo scenografo Gianni Polidori, l'organizzatore Fulvio Fo, il capo-tecnico Nunzio Meschieri. In particolare Fantoni e la Fortunato, all'epoca sposati e « primi attori amatissimi dalle grandi platee televisive », oltre alle grandi doti artistiche portarono l'esperienza gestionale appena avuta insieme a Luca Ronconi, con cui avevano costituito il “Complesso Associato Registi-Attori Fortunato-Fantoni-Ronconi-Scaccia".
La nuova formazione continuerà a proporre un teatro di ricerca dai forti connotati sociali, impegnato e critico verso la realtà contemporanea, affrontando però anche classici e autori stranieri moderni, con « apparati scenici di secchezza e geometrie suggestive » grazie alle regie di Sbragia, che dal 1973 divenne direttore artistico della cooperativa: sono di quegli anni alcuni allestimenti memorabili come Caligola, Edipo re, i suoi personali adattamenti di Strano interludio, Iliade, Piccola città e altri, curando a volte non solo la traduzione o l'adattamento dei testi, ma scrivendo anche le musiche.
Gli Associati si arricchirono ben presto di nuovi soci: gli attori Valeria Ciangottini, Renzo Giovampietro, Paola Mannoni, Luigi Vannucchi (anche regista), Mattia Sbragia, Laura Fo, Paolo Giuranna (anche regista), Pietro Formentini (anche autore); lo scenografo Vittorio Rossi; l'aiuto-regista Antonio Ballerio (anche scenografo e attore). Questo consentirà al sodalizio di avere, dal 1972, due compagnie, la seconda diretta da Giovampietro. 
Nel settembre 1976 viene annunciata una collaborazione « di 2 o 3 anni » con l'ATER-Associazione Teatri Emilia-Romagna, che prevede la co-produzione di importanti spettacoli: La morte di Danton di Georg Büchner, Oreste di Vittorio Alfieri (che segnò l'esordio di Fantoni nella regia teatrale); per la stagione 1977-1978, che vede la nascita di Emilia-Romagna Teatro come organismo di produzione teatrale dell'ATER, la collaborazione si concretizza in questi allestimenti: L'uomo difficile di Hugo von Hoffmansthal, Il commedione di Giuseppe Gioacchino Belli di Diego Fabbri, e La potenza delle tenebre da Tolstoj; infine nella stagione 1978-1979 vengono prodotti La tragedia della fanciulla, di Beaumont e Fletcher, Un sorso di terra di Heinrich Boll e I demoni di Sbragia da Dostoevskij.
Nel corso degli anni, sono stati numerosi gli attori e le attrici di grande valore che hanno recitato in spettacoli degli “Associati”: dal 1960 al 1962 Lando Buzzanca, Riccardo Cucciolla, Eros Pagni, Alessandro Sperlì, Silvano Tranquilli, Valeria Valeri, Gian Maria Volonté; negli anni settanta Roberto Alpi, Roberto Bisacco, Anna Bonaiuto, Liù Bosisio, Angela Cardile, Giuliana De Sio, Virginio Gazzolo, Roberto Herlitzka, Michele Placido, Osvaldo Ruggieri, Tino Schirinzi, Jacques Sernas, Sabina Vannucchi.
Sullo scioglimento della compagnia, Giancarlo Sbragia ebbe poi a dire che Gli Associati « semplicemente hanno fatto il loro tempo e non sarebbe sensato ripetere oggi un'esperienza che si è esaurita perché legata a determinate circostanze, anche umane, ora cambiate. »

## Allestimenti
In questo elenco parziale i principali spettacoli degli Associati fra il 1960 e il 1979:
- Sacco e Vanzetti di Mino Roli e Luciano Vincenzoni, regia di Giancarlo Sbragia, 1960 poi ripreso
- Quarta era di Giancarlo Sbragia e Gian Domenico Giagni, regia di Giancarlo Sbragia. 1961
- Il capitano d'industria di Brunello Rondi, regia di Enrico Maria Salerno, 1961
- Il Re – Italia, tre atti di Giorgio Prosperi, regia di Giancarlo Sbragia, 1961
- L'alba, il giorno e la notte di Dario Niccodemi, regia di Giancarlo Sbragia,
- Don Carlos di Friedrich Schiller, regia di Giancarlo Sbragia, 1969
- UrFaust, da Goethe, regia di Virginio Puecher.
- Caligola di Albert Camus regia di Giancarlo Sbragia, 1970
- Bestia Ridens di Pietro Formentini
- Il galantuomo e il mondo di Renzo Giovampietro su testi di Giacomo Leopardi, regia di R. Giovampietro
- Don Lorenzo Milani, testi e regia di Pier Giorgio Gili
- Processo per magia, di Francesco Della Corte da Apuleio, regia di Renzo Giovampietro.
- Un altro Don Chisciotte, di Pietro Formentini, regia di Virginio Puecher.
- Strano interludio da Eugene O'Neil, regia di Giancarlo Sbragia.
- Iliade di Omero, regia di Giancarlo Sbragia.
- Otello di William Shakespeare, regia di Virginio Puecher
- Edipo re di Sofocle, regia di Virginio Puecher.
- Inferni (da Porte chiuse di Sartre e Canicola di Rosso di San Secondo) regia di Giancarlo Sbragia.
- Il vizio assurdo di Diego Fabbri e Davide Lajolo, regia di Giancarlo Sbragia - ripreso in più stagioni, per un totale di oltre trecento repliche.
- La nuova colonia di Luigi Pirandello
- Piccola città/Spoon River da Thornton Wilder e Edgar Lee Masters regia di Giancarlo Sbragia.
- Zio Vania, di Anton Cechov
- La cortigiana, da Pietro Aretino regia di Giancarlo Sbragia.
- La morte di Danton di Georg Büchner, Gli Associati/ATER, regia di Giancarlo Sbragia.
- Oreste, di Vittorio Alfieri, Gli Associati/ATER, regia di Sergio Fantoni.
- L'uomo difficile, di Hugo von Hoffmansthal, Gli Associati/ATER, regia di Sergio Fantoni.
- Il commedione di G. G. Belli, di Diego Fabbri, Gli Associati/ATER, regia di Giancarlo Sbragia.
- La potenza delle tenebre da Tolstoj, Gli Associati/ATER, regia di Giancarlo Sbragia.
- La tragedia della fanciulla, di Beaumont e Fletcher, Gli Associati/ATER, regia di Aldo Trionfo
- Un sorso di terra, di Heinrich Boll, Gli Associati/ATER, regia di Gianfranco De Bosio
- I demoni di Sbragia da Dostoevskij, Gli Associati/ATER, regia di Giancarlo Sbragia.

Altri spettacoli furono allestiti « con collaborazioni esterne »:
- La figlia di Iorio di D'Annunzio, per il Comune di Gardone Riviera
- Antonio e Cleopatra di Shakespeare, per l'Estate Teatrale Veronese
- La tempesta di Shakespeare, per l'Estate Teatrale Veronese

## Televisione
La Rai ha trasmesso alcuni allestimenti della compagnia “Gli Associati”: o registrati tal quali in teatro, durante la tournée, come Il vizio assurdo di Fabbri e Lajolo; o adattati per la televisione, come Il commedione di Giuseppe Gioacchino Belli di Fabbri.

## Pubblicazioni
Fra le attività collaterali, la cooperativa creò una collana intitolata Collezioni di teatro – edizioni Gli Associati con lo scopo di pubblicare « saggi, opere, testimonianze, immagini. ». Una collana in cui proporre, « di volta in volta, testi inediti o elaborati dagli Associati per le loro attività di palcoscenico, monografie su spettacoli, problemi di scenografia, di strutture teatrali, su qualsiasi problema del teatro. Testimonianze sull'attività di un collettivo di lavoro tra i più completi e qualificati che operino nel teatro italiano. »
Furono dati alle stampe circa 15 titoli, volumetti tascabili (cm. 10 x 18 circa), reperibili sia nei teatri dove andavano in scena gli spettacoli, sia in libreria. Questi alcuni titoli:
- Il galantuomo e il mondo, di Renzo Giovampietro, da scritti di Giacomo Leopardi
- Strano interludio, di Eugene O'Neil, adattamento di Giancarlo Sbragia
- Un altro Don Chisciotte, di Pietro Formentini
- Iliade, libera traduzione da Omero di Giancarlo Sbragia
- Otello, di William Skakespeare, traduzione di Sergio Fantoni e Giuseppe Vannucchi
- Il vizio assurdo di Diego Fabbri - Davide Lajolo
- Edipo re di Sofocle, traduzione di Salvatore Quasimodo
- Piccola città di Thornton Wilder, traduzione di Fernanda Pivano
- Sei anni – Associati 1969-'75, di Anita Bergamini
- La cortigiana, da Pietro Aretino, adattamento di Giancarlo Sbragia
- La morte di Danton di Georg Büchner, traduzione di Luciano Codignola
- Oreste, di Vittorio Alfieri

Nel 1978, le Edizioni Ater Emilia-Romagna Teatro stampano poi Il commedione di Giuseppe Gioacchino Belli, poeta e impiegato pontificio, volume numero 3 della collana di teatro curata dall'organismo regionale di produzione teatrale; l'anno seguente, la casa editrice Cappelli di Bologna pubblica I demoni – di Giancarlo Sbragia da Dostojevskij, in occasione dell'allestimento dello spettacolo co-prodotto dagli Associati ancora con ATER-Associazione Teatri Emilia-Romagna.